# Muł kokolitowy
Muł kokolitowy – pelagiczny, biogeniczny osad strefy batialnej,  zawierający do 90%  węglanu wapnia. Tworzy się na dnie oceanów głównie z obumarłych szczątków organizmów kokolitów, otwornic, żyjących masowo w warstwach przypowierzchniowych, a niekiedy z rozproszonych igieł obumarłych gąbek (spikul). Nazwa mułu pochodzi od wiciowca roślinnego (Coccolithophyceae) – posiadającego zdolność wytwarzania elementów wapiennych, którego szczątki są głównym składnikiem mułu.
Muł zaliczany do grupy mułów węglanowych.